# Гервіль (Німеччина)
Гервіль (нім. Görwihl) — громада в Німеччині, знаходиться в землі Баден-Вюртемберг. Підпорядковується адміністративному округу Фрайбург. Входить до складу району Вальдсгут.
Площа — 50,42 км2. Населення становить 4188 ос. (станом на 31 грудня 2020).